# Pièce de 1 dollar américain en or
Vous lisez un « bon article » labellisé en 2023.
La pièce de 1 dollar américain en or, communément appelée Gold dollar, est une pièce d'or frappée par la Monnaie des États-Unis de 1849 à 1889. La pièce connaît trois types au cours de son existence, tous conçus par le chef graveur de la Monnaie, James B. Longacre. L'émission de type 1 a le plus petit diamètre – 0,5 po (12,7 mm) – de toutes les pièces américaines frappées à ce jour.
La création d'une pièce d'un dollar en or est proposée à plusieurs reprises dans les années 1830 et 1840, mais n'est pas adoptée dans un premier temps. Le Congrès est finalement galvanisé par l'augmentation de l'offre de lingots provoquée par la ruée vers l'or en Californie et autorise la création d'un dollar en or en 1849. Au cours des premières années, les pièces d'argent sont thésaurisées ou exportées, et le dollar d'or trouve facilement sa place dans le commerce. L'argent circule à nouveau après que le Congrès exige, en 1853, que les nouvelles pièces de ce métal soient plus légères, et le dollar en or devient une rareté dans le commerce avant même que les pièces fédérales ne disparaissent de la circulation en raison des perturbations économiques causées par la guerre de Sécession.
L'or ne recommence pas à circuler dans la majeure partie du pays avant 1879 ; une fois que c'est le cas, le dollar en or ne retrouve pas sa place. Au cours de ses dernières années d'existence, il est frappé en petit nombre, ce qui donne lieu à des spéculations de la part des thésauriseurs. Il est également demandé pour être monté en bijoux. Il est frappé pour la dernière fois en 1889 ; l'année suivante, le Congrès met fin à la série.
Les dollars en or endommagés ont tendance à avoir une valeur entre celle de l'or et environ 110 dollars ; les pièces de qualité supérieure se vendent à environ 200 dollars, tandis que les pièces plus rares de qualité supérieure peuvent valoir jusqu'à plusieurs milliers de dollars.

## Contexte
En 1791, le secrétaire au Trésor Alexander Hamilton propose, dans le cadre de son plan de création d'un hôtel des monnaies et d'un système de frappe, que le dollar soit frappé à la fois en or et en argent, représentant les deux métaux qu'il propose pour avoir cours légal. Le Congrès ne suit qu'en partie la recommandation de Hamilton, en autorisant la frappe d'un dollar en argent, mais pas d'une pièce de cette valeur en or.
En 1831, le premier dollar en or est frappé dans l'atelier privé de Christopher Bechtler en Caroline du Nord. Une grande partie de l'or produit à l'époque aux États-Unis provient des montagnes de Caroline du Nord et de Géorgie, et les dollars et autres petites pièces d'or émis par Bechtler circulent dans cette région, et sont parfois aperçus plus loin. D'autres pièces d'un dollar sont frappées par August Bechtler, le fils de Christopher,.
Peu après que les Bechtler commencent à frapper leurs émissions privées, le secrétaire au Trésor, Levi Woodbury, se prononce en faveur de la frappe de la dénomination d'un dollar en or par la Monnaie des États-Unis. Le directeur de la Monnaie, Robert M. Patterson, s'y oppose. Woodbury persuade le président Andrew Jackson de faire frapper des pièces à motifs. En réponse, Patterson demande au second graveur de la Monnaie, Christian Gobrecht, d'interrompre ses travaux sur le nouveau dessin de la pièce d'un dollar en argent et de travailler sur un modèle pour le dollar en or. Le dessin de Gobrecht représente d'un côté un bonnet de la Liberté entouré de rayons, et de l'autre une branche de palmier disposée en cercle avec la dénomination, la date et le nom du pays.
Il est envisagé d'inclure le dollar en or comme dénomination autorisée dans la législation révisée qui est devenue le Mint Act de 1837. En décembre 1836, le Public Ledger, un journal de Philadelphie, se prononce en faveur d'un dollar en or, déclarant que « le dollar est la plus petite pièce d'or qui conviendrait, et comme elle serait éminemment pratique, ni l'argent ni le papier ne devraient être autorisés à prendre sa place ». Néanmoins, après que le directeur de la Monnaie, M. Patterson, comparait devant une commission du Congrès, la disposition autorisant le dollar en or est supprimée du projet de loi.

## Propositions
En janvier 1844, le représentant de Caroline du Nord James Iver McKay, président de la commission des voies et moyens, sollicite l'avis du directeur Patterson sur le dollar en or. Patterson fait frapper d'autres modèles de dollars de Gobrecht pour les montrer aux membres de la commission, déconseillant à nouveau une pièce qui, si elle est émise, n'aurait qu'un diamètre d'environ un demi-pouce (environ 13 mm). Il explique au secrétaire au Trésor John C. Spencer que les seules pièces d'or de cette taille utilisées dans le commerce, les demi-escudos espagnols et colombiens, sont impopulaires et ne sont pas frappées depuis plus de vingt ans. Cela semble satisfaire la commission, qui ne fait rien d'autre à l'époque, et lorsqu'un dollar en or est à nouveau proposé en 1846, la commission de McKay recommande de ne pas le faire.
Même avant 1848, des quantités record d'or affluent vers les hôtels des monnaies américains pour être frappées en pièces, mais la ruée vers l'or de Californie augmente considérablement ces quantités. Cela relance la demande d'un dollar en or et d'une pièce d'une valeur supérieure à celle de l'eagle (pièce de 10 dollars), qui est alors la plus grosse pièce d'or. En janvier 1849, McKay présente un projet de loi pour un dollar en or, qui est renvoyé à sa commission. Le projet fait l'objet de nombreuses discussions dans la presse ; un journal publie une proposition de dollar en or annulaire, c'est-à-dire avec un trou au milieu pour augmenter son petit diamètre. McKay modifie sa législation pour prévoir un double eagle (pièce de 20 dollars en or) et écrit à Patterson, qui lui répond que le dollar en or annulaire ne fonctionnerait pas, pas plus qu'une autre proposition visant à avoir une pièce d'un dollar consistant en une quantité d'or dans une pièce d'argent. Néanmoins, le successeur de Gobrecht en tant que graveur en chef, James B. Longacre, prépare des modèles, dont certains avec un trou carré au milieu.
McKay obtient de son collègue démocrate, le sénateur du New Hampshire Charles Atherton, qu'il présente le projet de loi autorisant le dollar en or et le double eagle au Sénat le 1er février 1849 — Atherton est président de la commission des finances du Sénat. McKay présente une version à la Chambre des représentants le 20 février ; le débat commence le même jour. Le dollar est attaqué par les membres du Congrès du parti whig, alors en minorité, au motif qu'il serait trop petit, qu'il serait contrefait et que, sous un mauvais éclairage, on pourrait le confondre avec une pièce d'un demi-dime, les deux pièces étant de taille similaire. McKay ne répond pas sur le fond, mais déclare que si personne ne veut de ces dénominations, elles ne seraient pas demandées à la Monnaie et ne seraient pas frappées. Le représentant de Pennsylvanie Joseph Ingersoll, un Whig, se prononce contre le projet de loi, notant que Patterson s'oppose aux nouvelles coupures et que l'idée a été rejetée à plusieurs reprises, chaque fois qu'elle a été envisagée. Un autre Whig, Charles Hudson, du Massachusetts, raconte que Patterson a envoyé un vrai et un faux dollar en or à sa commission et que la majorité des membres a été incapables de faire la différence. McKay ne répond pas à ces affirmations, mais d'autres le font, notamment Henry Nicoll, membre du Congrès de New York, qui assure à la Chambre que les allégations de contrefaçon sont largement exagérées. Le fait est, indique-t-il, « que le double eagle et le dollar en or sont demandés par le public et, dans le cas du dollar en or, qu'il peut aider à faire circuler l'argent dans les petites communautés où les billets de banque ne sont pas acceptés ». Le représentant du Connecticut, John A. Rockwell, un Whig également, tente de déposer le projet de loi, mais sa motion est rejetée. Le projet de loi est adopté facilement et ne rencontre qu'une opposition minime au Sénat, devenant loi le 3 mars 1849.

## Préparation

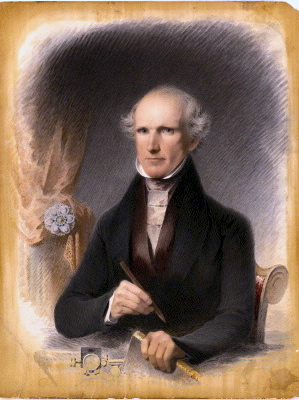
Autoportrait de James B. Longacre (1845).

Les responsables de la Monnaie de Philadelphie, y compris le monnayeur en chef Franklin Peale, sont pour la plupart des amis et des relations du directeur Patterson. L'outsider parmi eux est le chef graveur James B. Longacre, successeur de Gobrecht (décédé en 1844). Ancien graveur sur cuivre, Longacre est nommé grâce à l'influence politique du sénateur de Caroline du Sud John C. Calhoun.
Lorsque Longacre commence à travailler sur les deux nouvelles pièces au début de l'année 1849, il n'a personne pour l'aider. Il écrit l'année suivante qu'un employé de la Monnaie l'a averti que l'un des responsables (sans doute Peale) a l'intention de saper la position du chef graveur en faisant effectuer le travail de préparation des dessins et des matrices en dehors des locaux de la Monnaie. En conséquence, lorsque le projet de loi sur les pièces d'or est adopté, Longacre informe Patterson qu'il est prêt à commencer le travail sur le dollar d'or. Le directeur de la Monnaie accepte et, après avoir vu un modèle de la tête de l'avers, autorise Longacre à procéder à la préparation des matrices. Selon Longacre, « la gravure est exceptionnellement minutieuse et nécessite un travail très minutieux et incessant pendant plusieurs semaines. J'ai fabriqué les matrices originales et les moyeux pour faire les matrices de travail deux fois, afin d'assurer leur parfaite adaptation à la machine à frapper la monnaie.  Je souhaite exécuter ce travail seul, afin de pouvoir répondre silencieusement à ceux qui ont mis en doute ma capacité à l'effectuer. Le résultat, je crois, est satisfaisant ».

## Dessin original

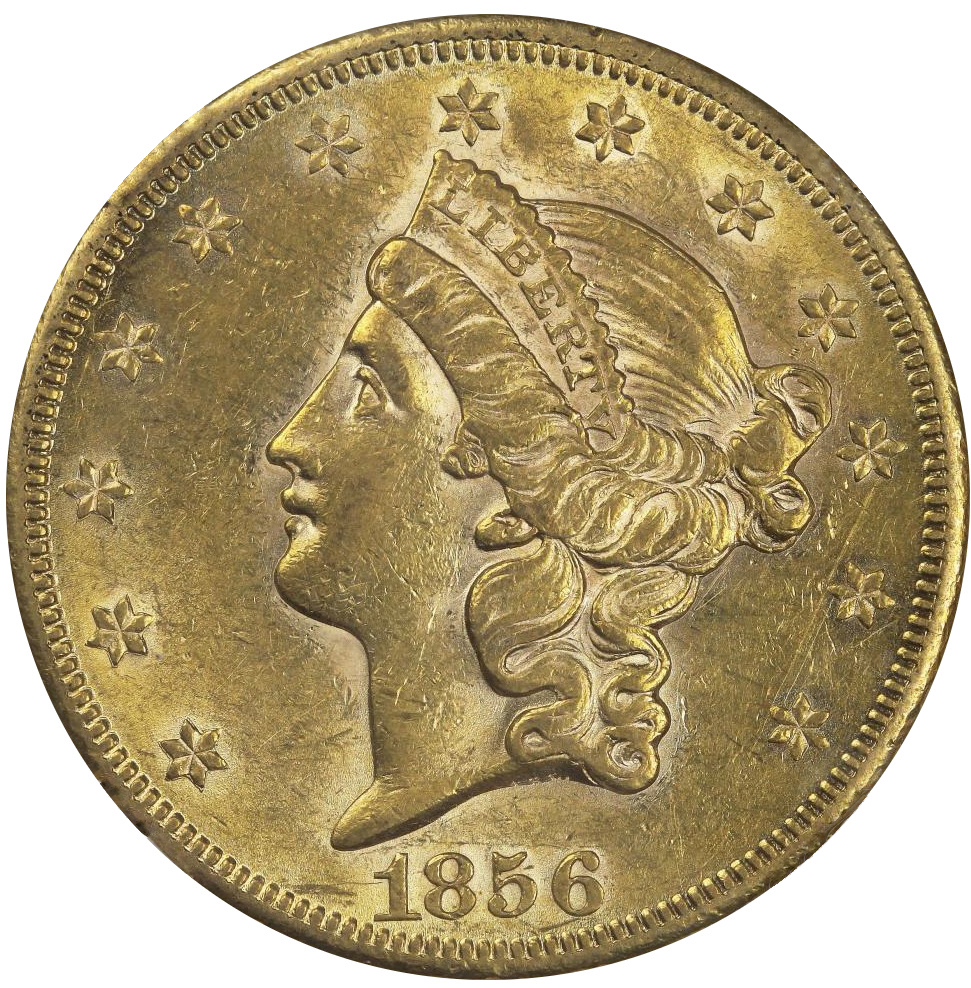
La tête de la Liberté sur le dollar de type 1 ressemble à celle du double eagle Liberty Head de James B. Longacre.

Le dollar en or de type 1 représente la tête de la Liberté, tournée vers la gauche, avec une couronne ou un diadème sur la tête portant son nom. Ses cheveux sont réunis en un chignon ; elle est entourée de treize étoiles représentant les États originels. Le revers comporte la date et la dénomination à l'intérieur d'une couronne, avec le nom de la nation près du bord.
Les critiques contemporaines du modèle de type 1 sont généralement favorables. Le New York Weekly Tribune du 19 mai 1849 décrit le nouveau dollar comme « sans aucun doute la pièce la plus belle, la plus petite et la plus légère de ce pays ... elle est trop délicate et trop belle pour payer des pommes de terre, de la choucroute et du porc salé. Oberon aurait pu payer Puck avec pour avoir apporté la fleur qui a ensorcelé Titania ». Willis' Bank Note List (liste des billets de banque de Willis) indique qu'« il n'y a aucune probabilité qu'ils entrent un jour dans la circulation générale ; ils sont tout à fait trop petits ». Le North Carolina Standard espère qu'ils seraient « frappés à la Monnaie de Charlotte et mis en circulation localement afin d'éliminer le problème des petites coupures provenant de l'extérieur de l'État ». Le marchand de pièces et auteur numismatique Q. David Bowers note que la tête de la Liberté sur le dollar de type 1 est une version réduite de celle du double eagle, et qu'« un dollar en or bien conservé est magnifique à voir ».

### Modifications
Les registres de la Monnaie indiquent que les premiers dollars en or sont produits le 7 mai 1849 ; les notes du journal de Longacre indiquent plutôt c'est le 8 mai. Quelques pièces modèles sont frappées le premier jour, ainsi qu'environ 1 000 pièces destinées à la circulation,. Il existe cinq variétés principales du dollar d'or de Philadelphie de 1849, créées au fur et à mesure que Longacre continue à peaufiner le dessin. Le département de gravure de Longacre à la Monnaie de Philadelphie envoie des matrices marquées aux succursales de Charlotte, Dahlonega (en Géorgie) et de La Nouvelle-Orléans ; les pièces frappées dans les succursales ressemblent à certains des types émis à Philadelphie, selon la date à laquelle les matrices sont produites. Parmi les pièces frappées dans les succursales en 1849, seules les pièces frappées à Charlotte (1849-C) existent en plusieurs variétés ; la plupart sont de la variété dite Closed Wreath (couronne fermée). On connaît environ cinq exemplaires de la variété 1849-C Open Wreath (couronne ouverte) ; l'un d'entre eux, considéré comme le plus beau spécimen existant, est vendu aux enchères pour 690 000 dollars en 2004, ce qui reste un record pour la série des dollars en or en 2013. L'une des modifications apportées au cours de la production est l'inclusion de l'initiale « L » de Longacre sur la coupure du cou de la Liberté. C'est la première fois qu'une pièce américaine destinée à une production à grande échelle porte l'initiale de son concepteur. Toutes les émissions à partir de 1850 portent la couronne fermée. À partir de 1854, le dollar en or est également frappé à la nouvelle Monnaie de San Francisco.
Le flux continu d'or en provenance de Californie rend l'argent cher en termes d'or, et les pièces d'argent américaines commencent à sortir du pays pour être fondues en 1849, un flux qui s'accélère au cours des années suivantes à mesure que le prix du métal continue d'augmenter. En 1853, une pièce d'argent d’un dollar contient 1,042 dollar de métal. Avec la disparition des pièces d'argent, le dollar d'or devient la seule pièce fédérale en circulation entre le cent (pièce d'un centime de dollar) et le quarter eagle (pièce de 2,50 dollars). En tant que telle, elle est frappée en grand nombre et largement diffusée. Selon Bowers dans son livre sur la dénomination, « les années 1850 à 1853 sont le point culminant du dollar en or, les années de gloire de la dénomination lorsque les petites pièces d'or prennent la place des demi-dollars et des dollars en argent dans les transactions de tous les jours ». Cette période prend fin en 1853 lorsque le Congrès adopte une loi réduisant le poids de la plupart des pièces d'argent, permettant ainsi la circulation de nouvelles émissions.
Dès 1851, William Duer, membre du Congrès de New York, prétend que Patterson fait en sorte que le diamètre du dollar en or soit trop petit dans le but de susciter des critiques. Patterson prend sa retraite cette année-là, après 16 ans à son poste, et sous son successeur, George N. Eckert, des modèles annulaires de dollars et de demi-dollars en or sont frappés. Le Public Ledger indique que les dollars en or ne seraient pas frappés sous forme annulaire, mais que les demi-dollars en or le seraient, afin de répondre au besoin de changement. Avec la nouvelle administration Pierce, Thomas M. Pettit prend ses fonctions de directeur de la Monnaie le 31 mars 1853. En avril, le secrétaire au Trésor James Guthrie écrit à Pettit que le public se plaint que le dollar en or est trop petit, souvent perdu ou confondu avec une petite pièce d'argent, et il s'enquiert des rapports selon lesquels la Monnaie expérimente des dollars annulaires. Pettit répond qu'aucun n'a été conservé, mais joint une pièce d'argent de taille équivalente. Il ajoute que la production du dollar annulaire poserait des difficultés techniques, mais qu'elles pourraient être surmontées. Dans une lettre datée du 10 mai, Pettit propose une pièce trouée de forme ovale, ou une pièce de forme angulaire, qui atténuerait les problèmes de production. Pettit meurt subitement le 31 mai ; Guthrie ne laisse pas tomber la question, mais interroge le remplaçant de Pettit, James Ross Snowden, concernant l'émission, le 7 juin. Les pièces de monnaie américaines devant porter un élément emblématique de la liberté, le secrétaire d'État espère que des artistes seraient en mesure de trouver un tel motif pour une pièce annulaire.
La loi du 21 février 1853, qui allège les pièces d'argent, autorise également la production d'une pièce de trois dollars en or, qui commence à être produite en 1854. Pour que la pièce de trois dollars ne soit pas confondue avec d'autres pièces d'or, elle est rendue plus fine et plus large qu'elle ne l'aurait été normalement, et Longacre y appose un motif distinctif représentant une princesse indienne. Longacre adapte à la fois la technique et le dessin pour le dollar en or, qui est rendu plus fin et donc plus large. Une adaptation de la princesse de Longacre pour la pièce d'or plus grande est placée sur le dollar, et une couronne agricole similaire est placée sur le revers. L'idée de rendre le dollar en or plus grand de cette manière est suggérée au Congrès dès 1852 et est défendue par Pettit, mais le désir de Guthrie d'avoir une pièce annulaire bloque l'affaire,. En mai 1854, Snowden envoie à Guthrie une lettre dans laquelle il déclare que les difficultés liées à la fabrication d'une pièce annulaire, en particulier l'éjection correcte des pièces de la presse, sont plus que négligeables.
Néanmoins, le dollar d'or de type 2 (comme on l'appelle par la suite) s'avère insatisfaisant, car les hôtels des monnaies ont du mal à frapper la nouvelle pièce de manière à en faire ressortir tous les détails. En effet, les trois monnaies de la branche sud ont des difficultés à la frapper, en raison du fort relief du dessin. De nombreuses pièces de type 2 deviennent rapidement illisibles et sont renvoyées à Philadelphie pour être fondues et refrappées. Sur la plupart des spécimens conservés, le « 85 » de la date n'est pas entièrement détaillé. Le dollar en or de type 2 n'est frappé qu'à Philadelphie en 1854 et 1855, dans les trois monnaies du Sud cette dernière année, et à San Francisco en 1856, après que le modèle est désigné pour être remplacé,. Pour remédier à ces problèmes, Longacre agrandit la tête de la Liberté, la transformant en une version réduite de la pièce de trois dollars, et rapproche le lettrage de l'avers du bord. Cela améliore tellement la fluidité du métal et la netteté du dessin que les premiers spécialistes de la numismatique pensent que le revers est également modifié, bien qu'en fait aucune modification ne soit apportée et que les revers des types 2 et 3 soient identiques,.

### Dessin des dollars type 2 et 3
Les dollars en or de type 2 et 3 représentent la Liberté sous les traits d'une princesse amérindienne, avec une coiffe de plumes fantaisiste ne ressemblant à aucune des tribus indiennes. Cette image est une copie inexacte du dessin que Longacre réalise pour la pièce de trois dollars et constitue l'une des nombreuses versions de la Liberté que Longacre crée en s'inspirant de la Vénus accroupie, une sculpture alors exposée dans un musée de Philadelphie. Pour le revers, Longacre adapte la « couronne agricole » qu'il a créée pour le revers de la pièce de trois dollars, composée de coton, de maïs, de tabac et de blé, mélangeant les produits du Nord et du Sud. Cette couronne apparaît, plus tard dans les années 1850, sur le cent Flying Eagle,.
L'historien de l'art Cornelius Vermeule critique le motif de la princesse indienne utilisé par Longacre pour les avers des dollars d'or de type 2 et 3, et pour la pièce de trois dollars : « La princesse des pièces d'or est une version élégante de l'art populaire des années 1850, réalisée par un graveur de billets de banque. Les plumes ressemblent davantage à l'écusson du prince de Galles qu'à tout ce qui a vu les frontières de l'Ouest, à l'exception peut-être d'une beauté de music-hall. »

## Années de guerre
Le dollar en or continue à être produit à la fin des années 1850, bien que les frappes diminuent par rapport aux chiffres de deux millions ou plus par an entre 1850 et 1854. Seuls quelque 51 000 dollars en or sont produits en 1860, dont plus des deux tiers à Philadelphie, un peu moins d'un tiers à San Francisco et 1 566 à Dahlonega. On connaît une centaine de ces derniers, ce qui en fait l'une des plus grandes raretés de la série pour Dahlonega.

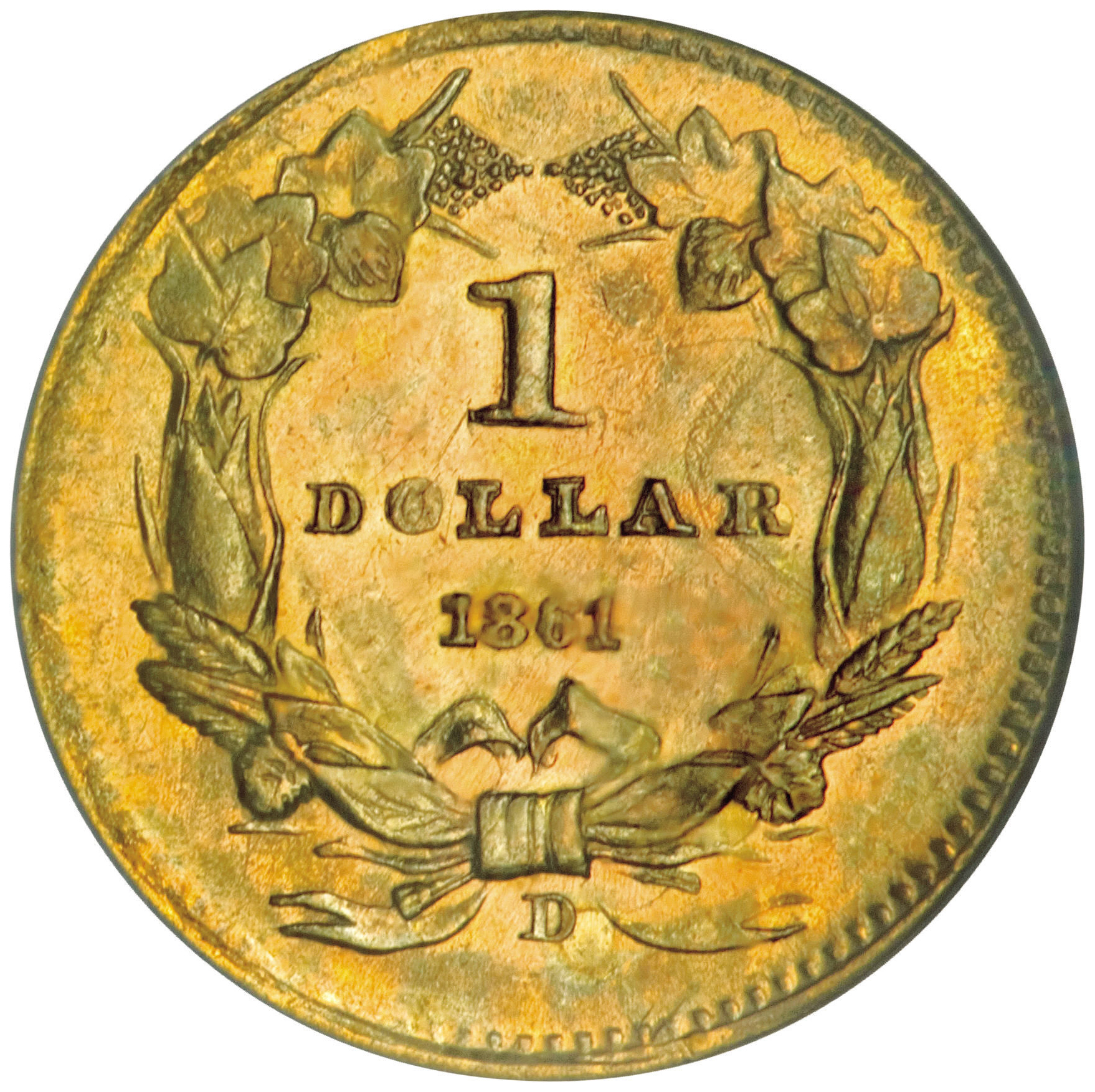
Le dollar 1861-D de la Monnaie de Dahlonega.

L'autre candidat au titre de pièce la plus rare de cet atelier est la 1861-D, dont le tirage est estimé à 1 000 exemplaires et dont on connaît peut-être 45 à 60 exemplaires. Deux paires de matrices sont expédiées de Philadelphie à Dahlonega le 10 décembre 1860 ; elles arrivent le 7 janvier 1861, deux semaines avant que la Géorgie ne vote sa sécession de l'Union, au début de la guerre de Sécession. Sur ordre du gouverneur Joseph E. Brown, la milice de l'État sécurise l'hôtel des monnaies et de petites quantités de dollars et de half eagles sont produites. Il n'existe aucune trace du nombre de pièces frappées ni de la date à laquelle elles le sont. Comme les matrices se fissurent avec le temps et que tous les hôtels des monnaies en reçoivent de Philadelphie, la frappe ne peut durer et, en mai 1861, les pièces et les fournitures restées à Dahlonega sont remises au trésor des États confédérés d'Amérique, auxquels la Géorgie a alors adhéré. Des pièces d'or d'une valeur nominale totale de 6 dollars sont mises de côté pour être analysées. Normalement, elles devraient envoyées à Philadelphie en attendant la réunion de l'année suivante de la Commission d'analyse des États-Unis, au cours de laquelle elles pourraient être testées. Au lieu de cela, elles sont envoyées à Montgomery, la capitale confédérée initiale, en Alabama, sans que l'on sache ce qui en est fait ni le sort qui leur est réservé. La rareté du dollar 1861-D et son association avec la Confédération le rendent particulièrement précieux.
Dahlonega, comme les deux autres succursales du Sud, ferme ses portes après les grèves de 1861. La Monnaie de la Nouvelle-Orléans frappe à nouveau des pièces de 1879 à 1909, mais plus de dollars en or. Après 1861, la seule émission de dollars en or en dehors de Philadelphie a lieu à San Francisco, en 1870.
Le déclenchement de la guerre de Sécession ébranle la confiance du public dans l'Union et les citoyens commencent à accumuler des espèces, des pièces d'or et d'argent. À la fin du mois de décembre 1861, les banques, puis le Trésor fédéral, cessent de payer l'or à sa valeur nominale. Au milieu de l'année 1862, toutes les pièces fédérales, même le cent en métal commun, ont disparu du commerce dans la majeure partie du pays. L'exception est le Far West, où, pour l'essentiel, seuls l'or et l'argent sont des monnaies acceptables, et où le papier-monnaie s'échange avec une décote. Dans le reste du pays, les pièces d'or et d'argent peuvent être achetées auprès des banques, des agents de change et du Trésor, moyennant une prime sur les nouveaux billets que le gouvernement commence à émettre pour combler les lacunes du commerce et financer la guerre.

## Dernières années et collection
Comme l'or ne circule pas aux États-Unis (sauf sur la côte ouest) dans la période d'après-guerre, une grande partie de la production de pièces de ce métal aux États-Unis est constituée de doubles eagles destinés à l'exportation. En conséquence, bien que 1 361 355 dollars en or soient frappés en 1862 — la dernière fois que la production dépasse le million — le tirage tombe à 6 200 en 1863 et reste faible pendant le reste de l'existence de la pièce, à l'exception des années 1873 et 1874. Estimant qu'il n'est pas convenable de suspendre la frappe d'une pièce autorisée par le Congrès, la Monnaie émet des pièces belle épreuve (généralement quelques dizaines pour la petite communauté numismatique) à partir de matrices spécialement polies, tout en produisant suffisamment de frappes de circulation pour que les pièces belle épreuve ne soient pas indûment rares. En 1873 et 1874, les vieux dollars en or usés détenus par le gouvernement sont fondus et refrappés, ce qui donne lieu à d'importantes frappes de cette dénomination. Ces opérations sont réalisées en prévision de la reprise des paiements en espèces, qui n'a lieu qu'à la fin de l'année 1878. Une fois les espèces remises en circulation à leur valeur nominale, le dollar en or ne trouve pas sa place dans le commerce, au milieu de grandes quantités de pièces d'argent, provenant de la thésaurisation ou nouvellement frappées par l'hôtel des monnaies,. Le gouvernement s'attend à ce que la reprise des paiements en espèces entraîne la remise en circulation du dollar et d'autres petites pièces d'or, mais le public, autorisé à racheter le papier-monnaie, continue à l'utiliser comme plus pratique que les pièces de monnaie.
Dans les années 1870 et 1880, l'intérêt du public pour le dollar en or à faible tirage s'accroît. La collection de pièces de monnaie devient de plus en plus populaire et un certain nombre de numismates mettent de côté quelques dollars en or en espérant qu'ils prennent de la valeur. La Monnaie achemine vraisemblablement sa production par l'intermédiaire de quelques négociants privilégiés de Philadelphie, bien que les pièces belle épreuve puissent être achetées pour 1,25 $ au guichet de la caisse de l'établissement de Philadelphie. Les banques demandent une prime pour les pièces brillant universel. Elles sont populaires dans le commerce de la bijouterie, montées sur divers objets. Elles sont souvent exportées vers la Chine ou le Japon, où ces bijoux sont fabriqués. Les dollars sont souvent endommagés au cours du processus ; la Monnaie refuse de vendre à ce commerce et fait de son mieux pour l'entraver. Néanmoins, les responsables de la Monnaie concluent que les bijoutiers réussissent à obtenir la majorité de chaque émission. Les frappes belle épreuve dépassent les 1 000 exemplaires en 1884 et restent supérieures à ce chiffre jusqu'à la fin de la série, des chiffres probablement gonflés par les agents des bijoutiers, prêts à payer la prime de la Monnaie de 0,25 $ par pièce. Le dollar en or est également utilisé comme cadeau de fête ; après son abolition, le quarter eagle devient un cadeau populaire.
James Pollock, dans son dernier rapport en tant que directeur de la Monnaie en 1873, préconise de limiter la frappe des dollars en or aux déposants qui en font la demande expresse. « Le dollar en or n'est pas une pièce pratique, en raison de sa petite taille, et il souffre plus proportionnellement de l'abrasion que les pièces plus grandes. » Ses successeurs demandent son abolition, et James P. Kimball, avant de quitter ses fonctions en 1889, écrit au Congrès qu'à l'exception de la bijouterie, « cette pièce n'a guère d'utilité pratique ». Plus tard dans l'année, le nouveau directeur, Edward O. Leech, publie un rapport indiquant que le dollar en or « est trop petit pour la circulation, et […] est utilisé presque exclusivement à des fins d'ornementation ». La dernière année où le dollar en or est frappé est 1889. Le Congrès l'abolit, ainsi que le nickel de trois cents et la pièce de trois dollars, par la loi du 26 septembre 1890.
Au total, 19 499 337 dollars en or sont frappés, dont 18 223 438 à Philadelphie, 1 004 000 à La Nouvelle-Orléans, 109 138 à Charlotte, 90 232 à San Francisco et 72 529 à Dahlonega. Selon une publicité parue dans le numéro de février 1899 de The Numismatist, les dollars en or rapportent 1,80 $ l'unité, et sont toujours demandés comme cadeau d'anniversaire et comme bijou. En 1905, ce journal rapporte qu'un client dépose 100 dollars en or dans une banque ; le caissier, conscient de la valeur de la pièce, crédite le compte de 1,60 $ par pièce. En 1908, un marchand propose 2 dollars par pièce, quelle que soit la quantité. Au début du XXe siècle, alors que la collection de pièces de monnaie devient un passe-temps très répandu, les dollars en or deviennent une spécialité très prisée, un statut qu'ils conservent. L'édition 2014 de l'ouvrage de R.S. Yeoman, A Guide Book of United States Coins, évalue le dollar en or le moins cher en très bon état (VF-20) à 300 $, une valeur donnée pour chacune des émissions de Philadelphie de type 1 de 1849 à 1853. Ceux qui recherchent un exemplaire de chaque type trouveront que le plus cher est un spécimen du type 2, les 1854 et 1855 étant estimés à 350 $ dans cet état ; les deux autres types ont des dates évaluées à 300 $ dans cet état.

## Dollar Sacagawea
En 1999, la Monnaie de Philadelphie frappe 39 dollars Sacagawea (datés de 2000 et portant le différent « W » de la Monnaie de West Point) en or 22 carats. La Monnaie prévoit de vendre ces pièces à des collectionneurs, mais le projet est interrompu après que des membres du Congrès remettent en question l'autorité de la Monnaie à frapper des dollars avec une composition autre que celle autorisée. Vingt-sept de ces pièces sont détruites peu après leur frappe, et les douze autres sont embarquées à bord de la navette spatiale Columbia lors de la mission STS-93. Par la suite, elles sont exposées lors de divers événements privés avant d'être transférées au United States Bullion Depository à Fort Knox.
Les pièces sont exposées pour la première fois au public lors de l'exposition mondiale de l'argent de l'American Numismatic Association en 2007. Elles sont ensuite renvoyées à Fort Knox.